# Le Poizat
Le Poizat korábbi község (település) Franciaországban, Ain megyében. 2016. január 1-jén Lalleyriat községgel egyesült és delegált községként Le Poizat-Lalleyriat új község része lett.
Lakosainak száma 478 fő (2018. január 1.). Le Poizat Charix, Le Grand-Abergement, Lalleyriat és Les Neyrolles községekkel határos.

## Népesség
A település népességének változása:
| Lakosok száma | 270  | 232  | 210  | 270  | 321  | 424  | 430  | 450  | 472  | 478  |
|               | 1962 | 1968 | 1982 | 1990 | 1999 | 2008 | 2011 | 2013 | 2017 | 2018 |